# JELLYFiSH FLOWER'S
JELLYFiSH FLOWER'S（ジェリーフィッシュ・フラワーズ）は、宮崎県の4人組ロックバンド。2013年結成。

## メンバー
松尾昭彦（まつお あきひこ）
1983年7月31日（41歳）- 。宮崎県出身。
ボーカル、ギター担当。結成当初は ベースだったが、岩城加入後ギターボーカルに転向した。
元GENERAL HEAD MOUNTAIN。
ナカハラコウタ（中原宏太）
1985年1月19日（40歳）- 。宮崎県出身。
ギター、コーラス担当。
元HOLIDAYS OF SEVENTEEN。
岩城弘明（いわき ひろあき）
1990年8月28日（34歳）- 。大阪府出身。
ベース、コーラス担当。2015年7月に加入。
元カサネイロ、matane。
amimo（アミモ）
1986年10月13日（38歳）- 。鳥取県出身。
ドラムス担当。

## 略歴
2013年に松尾昭彦（Vo/Ba）、ナカハラコウタ（Gt）、amimo(Dr)の3人で結成。活動拠点を宮崎県とし全国で精力的にライブを行う。2015年7月に岩城弘明がベーシストとして加入、それにより松尾がギターボーカルに転向し、3ピースから4人体制へと移行した。ビデオクリップのほとんどを映像作家・池田圭が手掛けている。2016年6月、松尾の病気療養のため地元宮崎でのライヴをもって活動を休止した。

## ミュージックビデオ
| 監督              | 曲名                                                                     |
| 池田圭(KEI IKEDA) | ほんとうのこと、忘れ物とあの子、インテリア、トワイライト、ブレーメン、緑 |
| 不明              | 飛べない二人、スペック                                                   |